# El manantial (telenovela de 2001)
El manantial es una telenovela mexicana, producción de Carla Estrada para Televisa que fue transmitida por el El Canal de las Estrellas del 1 de octubre de 2001 al 8 de febrero de 2002 contando con una duración de 95 capítulos, en el horario estelar.
Protagonizada por Adela Noriega y Mauricio Islas, con las participaciones antagónicas de Alejandro Tommasi, Daniela Romo, Karyme Lozano y Sylvia Pasquel. Además, contó con las actuaciones estelares de Jorge Poza, Patricia Navidad, Olivia Bucio y Manuel Ojeda y las participaciones especiales de César Évora, Azela Robinson y Nuria Bages.
Es considerada una de las telenovelas más exitosas de la historia de la televisión en México, y aquella con más audiencia en los últimos dieciséis años a su estreno. El episodio final alcanzó 39,77 puntos de rating según datos del IBOPE e incluso, luego de la emisión de este, el noticiero estelar de Televisa lo anunció como una nota principal. El propio conductor Joaquín López-Dóriga la describiría como un fenómeno del nuevo milenio además de llamar al personaje de Justo Ramírez como el villano más cruel de la televisión desde Catalina Creel (interpretada por María Rubio en Cuna de Lobos). Así mismo durante toda su transmisión al aire se realizó una amplia campaña sobre la cultura del cuidado del agua.

## Sinopsis
Esta es la historia de dos familias enfrentadas, los Ramírez y los Valdez. Justo Ramírez (Alejandro Tommasi), el hombre más poderoso y perverso del pueblo, está casado con Margarita Insunza (Daniela Romo); ambos son dueños de la hacienda "Piedras grandes" y tienen un hijo, Alejandro. La familia Valdés Rivero está formada por Rigoberto Valdés (César Évora) y su esposa, Francisca Rivero (Azela Robinson), y la hija de ambos, Alfonsina; con ellos también vive Gertrudis (Olivia Bucio), la hermana mayor de Francisca.
El enfrentamiento de estas dos familias tiene su origen en dos motivos: el primero es que Justo siempre ha deseado apropiarse del Manantial, un brote de agua que pertenece a la familia Valdez, pero a pesar de todos sus esfuerzos, Justo nunca ha logrado que Rigoberto se lo venda. El segundo motivo es que Justo y Francisca han sido amantes durante años.
Cuando Rigoberto los descubre, el enfrentamiento acaba en tragedia; Rigoberto muere y Justo pierde un brazo. Y lo peor de todo que Francisca espera un hijo de Justo.
Margarita, llena de odio y rencor, decide seguir con su marido para guardar las apariencias, obligándolo a que le arrebate a Francisca el hijo que espera. Meses después, Justo y su compadre Álvaro (Raymundo Capetillo), un mal médico y primo de Margarita, logran que Francisca dé a luz en casa y la hacen creer que el bebé nació muerto. Al creer que perdió al bebé y habiendo quedado estéril, Francisca se dedica a la mala vida.
Años después, Alfonsina (Adela Noriega) se ha convertido en una hermosa adolescente, pero posee muy mala reputación entre la gente del pueblo por ser hija de Francisca. Su único apoyo es su tía, quien la quiere como una hija.
Alejandro (Mauricio Islas), el hijo de Justo y Margarita, también se ha convertido en un adolescente muy apuesto. Un encuentro entre ambos en el Manantial hace que los dos jóvenes empiecen a enamorarse, y aunque ambos saben que su amor está prohibido por el odio entre sus familias, los dos deciden seguir con su relación en secreto.
Sin embargo, Margarita no tarda en enterarse de todo, así que le pide a Justo que acabe con el problema de raíz. Una noche de tormenta, Alfonsina se encuentra sola en casa y Justo la ataca y acaba violándola. Alfonsina, llena de dolor, se va del pueblo junto a su madre y su tía, dejando a Alejandro con el corazón roto.
Años después, Alfonsina, que vive en la Ciudad de México, está a punto de graduarse en su carrera y entrar en un convento con el apoyo de su tía Gertrudis, mientras que Francisca lleva una vida de lujos gracias a un amante millonario. Pero poco después, Francisca se entera de que tiene cáncer terminal y se corta las venas al no poder superar la noticia. 
Tras la muerte de su madre, Alfonsina decide regresar al pueblo con su tía Gertrudis, con el apoyo del padre Salvador Valdez (Manuel Ojeda), el hermano de Rigoberto y tío de Alfonsina, además de ser bien recibidas por Malena (Patricia Navidad), la mejor amiga de Alfonsina y por Héctor (Jorge Poza), el hijo adoptivo de Álvaro. 
Su regreso pone en alarma a Justo, quien no está dispuesto a que la joven se quede con el Manantial ni mucho menos a que se descubra lo sucedido. Alejandro también regresa al pueblo, pero no lo hace solo: lo acompaña su prometida, Bárbara Luna (Karyme Lozano), hija de Álvaro y Pilar (Sylvia Pasquel), una muchachita bella, pero frívola y ambiciosa. 
Alfonsina y Alejandro se reencuentran y vuelven a sentir ese amor del pasado, pero las cosas no son tan fáciles, ya que la maldad de Justo, Margarita y Bárbara no tiene límites y no están dispuestos a permitir que este amor sea posible.

## Reparto
- Adela Noriega - Alfonsina Valdés Rivero de Ramírez
- Mauricio Islas - Alejandro Ramírez Insunza
- Daniela Romo - Margarita Insunza de Ramírez
- Alejandro Tommasi - Justo Ramírez
- Manuel Ojeda - Padre Salvador Valdés
- Olivia Bucio - Gertrudis Rivero
- Karyme Lozano - Bárbara Luna Fonseca
- Azela Robinson - Francisca Rivero Vda. de Valdés
- Patricia Navidad - María Magdalena "Malena" Osuna Castañeda
- Jorge Poza - Héctor Luna Fonseca / Héctor Ramírez  Rivero
- Silvia Pasquel - Pilar Fonseca de Luna
- Raymundo Capetillo - Dr. Álvaro Luna Castillo
- Angelina Peláez - Altagracia Herrera de Osuna
- Justo Martínez - Melesio Osuna
- Alejandro Aragón - Hugo Portillo
- Nuria Bages - Martha Eloísa Castañeda Vda. de Osuna
- César Évora - Rigoberto Valdés
- Sergio Reynoso - Fermín Aguirre
- Socorro Bonilla - Norma de Morales
- Gilberto de Anda - Joel Morales
- Rafael Mercadante - Gilberto Morales
- Lorena Enríquez - María Eugenia "Maru" Morales
- Leonor Bonilla - Mirna Barraza
- Socorro Avelar - Doña Catalina "Cata" Sosa
- Marga López - Madre Superiora
- Marisol del Olmo - Mercedes
- Luis Couturier - Carlos Portillo
- Julio Monterde - Padre Juan Rosario
- Salim Rubiales - Javier Jiménez
- Juan David Galindo - Cipriano Peña
- Teo Tapia - Obispo
- Ricardo de Pascual - Obispo
- Sergio Zaldívar - Esteban
- Xorge Noble - Licenciado Mendoza
- Ricardo Vera - Doctor
- Rubén Morales - detective Gutierrez
- Gustavo Negrete - agente Rojas

## Equipo de producción
- Historia original - Cuauhtémoc Blanco, Víctor Manuel Medina
- Adaptación - María del Carmen Peña
- Edición literaria - Ximena Suárez
- Escenografía - Ricardo Navarrete
- Diseño de vestuario - Vanessa Vera, Liliana Bocker
- Ambientación - Antonio Martínez
- Tema de entrada - Amor, amor, amor
- Interpreta - Luis Miguel
- Musicalización - Jesús Blanco
- Musica incidental - Roberto Roffiel, Jorge Avendaño
- Editores - Juan José Franco, Luis Horacio Valdés
- Gerente de producción - Guillermo Gutiérrez
- Coordinación de producción - Diana Aranda
- Productor asociado - Arturo Lorca
- Directora de cámaras en locación - Alfredo Sánchez Díaz
- Directora de escena en locación - Adriana Barraza
- Director de cámaras - Alejandro Frutos Maza
- Director de escena - Mónica Miguel
- Productora ejecutiva - Carla Estrada

## Premios y nominaciones

### Premios TVyNovelas 2002
| Categoría                 | Persona            | Resultado |
| ------------------------- | ------------------ | --------- |
| Mejor telenovela          | Carla Estrada      | Ganadora  |
| Mejor actriz protagónica  | Adela Noriega      | Ganadora  |
| Mejor actor protagónico   | Mauricio Islas     | Ganador   |
| Mejor actriz antagónica   | Karyme Lozano      | Nominada  |
| Mejor actor antagónico    | Alejandro Tommasi  | Ganador   |
| Mejor primera actriz      | Daniela Romo       | Ganadora  |
| Mejor primer actor        | Manuel Ojeda       | Nominado  |
| Mejor actriz coestelar    | Patricia Navidad   | Ganadora  |
| Mejor actor coestelar     | Jorge Poza         | Ganador   |
| Mejor actriz de reparto   | Sylvia Pasquel     | Nominada  |
| Mejor actor de reparto    | Raymundo Capetillo | Nominado  |
| Mejor dirección de escena | Mónica Miguel      | Ganadora  |
| Premio Sylvia Derbez      | Olivia Bucio       | Ganadora  |

### Premios Bravo 2002
| Categoría                | Nominado(a)                                                          | Resultado |
| ------------------------ | -------------------------------------------------------------------- | --------- |
| Mejor actor antagónico   | Alejandro Tommasi                                                    | Ganador   |
| Mejor actriz antagónica  | Daniela Romo                                                         | Ganadora  |
| Mejor actriz protagónica | Adela Noriega                                                        | Ganadora  |
| Mejor actor protagónico  | Mauricio Islas                                                       | Ganador   |
| Mejor producción         | Carla Estrada                                                        | Ganadora  |
| Mejor guion              | José Cuauhtémoc Blanco, María del Carmen Peña y Víctor Manuel Medina | Ganadores |

### Premios El Heraldo de México 2002
| Categoría                   | Nominado(a)       | Resultado |
| --------------------------- | ----------------- | --------- |
| Mejor telenovela            | Carla Estrada     | Ganadora  |
| Mejor actriz en televisión  | Daniela Romo      | Ganadora  |
| Mejor actor en televisión   | Mauricio Islas    | Ganador   |
| Mejor villano en televisión | Alejandro Tommasi | Nominado  |
| Mejor dirección             | Mónica Miguel     | Ganadora  |

### Premios INTE 2003
| Categoría          | Nominado(a)       | Resultado |
| ------------------ | ----------------- | --------- |
| Telenovela del año | Carla Estrada     | Nominada  |
| Actriz del año     | Adela Noriega     | Nominada  |
| Actor de reparto   | Alejandro Tommasi | Nominado  |
| Actriz de reparto  | Daniela Romo      | Ganadora  |

## Versiones
- En 2014 la productora Mapat L. de Zatarain para Televisa, realizó una adaptación de esta historia  "La sombra del pasado" protagonizada por Michelle Renaud y Pablo Lyle y antagonizada por Alexis Ayala, Alejandra Barros, y Thelma Madrigal